# Rhodomelaceae
Rhodomelaceae es una familia de algas rojas con unos 125 géneros y más de 700 especies.

## Géneros y especies seleccionadas
- Acanthophora J.V.Lamouroux
- Adamsiella L.E.Phillips & W.Un.Nelson, 2002
- Alsidium C.Agardh.
  - Alsidium helminthocorton kg. - coralina de Córcega o musgo de Córcega[2]
- Bostrychia Montagne, 1842
- Brongniartella Bory, 1822
- Chondria C.Agardh, 1817
- Laurencia J.V.Lamouroux
- Melanothamnus Bornet & Falkenberg
- Neorhodomela
- Osmundea Stackhouse
- Polysiphonia Greville, 1823
- Rytiphlaea tinctoria Ag. - fuco[2]
- Vertebrata S.F.Gris
- Vidalia J.V.Lamouroux Ex J.Agardh, 1863